# Desperado (chanson)
Desperado est une chanson du groupe de rock américain Eagles,  extraite de leur deuxième album studio, sorti en avril 1973 sur Asylum Records et intitulé aussi Desperado.
Elle n'a pas été publiée en single,.
Desperado a été reprise par le duo les Carpenters en 1974.
En 2004, Rolling Stone a classé cette chanson, dans la version originale des Eagles, 494e sur sa liste des « 500 plus grandes chansons de tous les temps ». (En 2010, le magazine rock américain a mis à jour sa liste, et la chanson ne figure plus là-dessus.)

## Composition
La chanson a été écrite par Glenn Frey et Don Henley. C'était la première de nombreuses chansons que les deux membres du groupe ont écrites ensemble. (Certaines parties ont été écrites par Don Henley il y a quelques années, dans les années 1960. Mais ce n'était pas encore une chanson.)
La voix principale est celle de Don Henley.
L'enregistrement des Eagles a été produit par Bill Szymczyk.